# Lee Soo-hyuk
Lee Soo-hyuk  (hangul: 이수혁; hanja: 李洙赫; rr: I Su-hyeok; MR: I Suhyŏk; nascido Lee Hyuk-soo em 31 de maio de 1988), é um modelo e ator sul-coreano.

## Vida e carreira
Nascido Lee Hyuk-soo, ele estreou como modelo no desfile de moda do designer Jung Wook-jun, intitulado "Lone Costume", em 2006. Ele caminhou nas passarelas de moda de marcas famosas, incluindo General Idea e Song Zio, e saiu nas capas de várias renomadas revistas de moda, como a GQ, Bazaar e Elle.
Depois de aparecer nos vídeos musicais dos girl groups Gavy NJ e 2NE1 em 2009 e 2010, ele expandiu sua carreira em atuação. Usando o nome artístico de Lee Soo-hyuk, seus créditos incluem a série de televisão White Christmas (2011), What's Up (2011), Deep Rooted Tree (2011), Vampire Idol (2011-2012) e Shark (2013). Ele também apareceu em filmes como The Boy from Ipanema (2010), Runway Cop (2012) e Horror Stories 2 (2013).
Em 2013, ele foi à Europa para a Paris Fashion Week e a London Fashion Week, onde desfilou para empresas como Balenciaga, J.W. Anderson e Balmain. Lee foi mencionado na revista de moda online "Style Minutes" como um dos "13 Top Breakout New Male Faces", sendo o único modelo asiático a fazer sucesso entre outros novatos dos Países Baixos, Canadá, Brasil, Austrália, Inglaterra, Hungria, Alemanha e Lituânia.
Em 2014, Lee assinou contrato com a Star J Entertainment, deixando sua antiga agência SidusHQ. em seguida, ele estrelou nas séries de comédia romântica High School King of Savvy e Righteous Love (ambos da tvN).
Em 2015, Lee foi escalado para participar na série de romance, que gira em torno de um vampiro, intitulado Scholar Who Walks the Night, adaptação do manhwa de mesmo título.
Em 2016, Lee desempenhou papéis secundários nos dramas Local Hero da OCN, Lucky Romance da MBC, e Sweet Stranger and Me da KBS.
Em março de 2017, Lee assinou um contrato com a YG Enterntainment.
Em 2019, Lee participou do filme thriller criminal, Pipeline, do diretor Yoo Ha.
Em 2020, Lee foi escalado para o drama de romance e mistério, Born Again, ao lado de Jang Ki-yong e Jin Se-yeon. Ele também foi o protagonista da minissérie Handmade Love.
Lee atuou como coadjuvante na série de fantasia romântica da tvN, Doom At Your Service, em 2021, e o drama de fantasia da MBC, Tomorrow, em 2022.

## Vida pessoal
Em 10 de agosto de 2017, Lee iniciou o serviço militar obrigatório. Após o treinamento militar básico, ele continuou servindo como oficial de serviço público por dois anos.

## Outros empreendimentos

### Endossos
Lee Soo Hyuk representa inúmeras marcas globais, como Adidas e Bulgari.
Em 2020, foi escolhido como o novo modelo da marca de cuidados com a pele Nivea Men.
Ele ainda é frequentemente contratado para posar em revistas de moda, como GQ, Elle, Harper's Bazaar, W e Esquire. Em 2020, ele foi fotogrado pela Dior Homme, Balenciaga, dentre outras marcas.
Em 2021, tornou-se o rosto exclusivo da marca de moda Fahrenheit.

## Filmografia

### Filmes
| Ano  | Título               | Papel                         | Ref.   |
| ---- | -------------------- | ----------------------------- | ------ |
| 2006 | My Boss, My Teacher  | Estudnate (do 3º ano; sala 8) | [ 32 ] |
| 2010 | The Boy from Ipanema | Garoto                        | [ 32 ] |
| 2012 | Runway Cop           | Kim Sun-ho                    | [ 32 ] |
| 2013 | Horror Stories 2     | Sung-kyun                     | [ 32 ] |
| 2021 | Pipeline             | Gun-woo                       | [ 33 ] |

### Séries de televisão
| Ano  | Título                      | Papel                        | Notas             | Ref.   |
| ---- | --------------------------- | ---------------------------- | ----------------- | ------ |
| 2011 | White Christmas             | Yoon-soo                     |                   | [ 32 ] |
| 2011 | Deep Rooted Tree            | Yoon Pyeong                  |                   | [ 32 ] |
| 2011 | What's Up                   | Lee Soo-bin                  |                   | [ 34 ] |
| 2011 | Vampire Idol                | Mukadil Kejua / Soo-hyuk     |                   | [ 35 ] |
| 2013 | Shark                       | Kim Soo-hyun                 |                   | [ 34 ] |
| 2014 | High School King of Savvy   | Yoo Jin-woo                  |                   | [ 34 ] |
| 2014 | Righteous Love              | Kim Joon                     |                   | [ 34 ] |
| 2015 | Scholar Who Walks the Night | Gwi                          |                   | [ 34 ] |
| 2016 | Local Hero                  | Choi Chan-gyu                |                   | [ 34 ] |
| 2016 | Lucky Romance               | Choi Gun-wook                |                   | [ 21 ] |
| 2016 | Sweet Stranger and Me       | Kwon Duk-bong                |                   | [ 21 ] |
| 2017 | Gomen, Aishiteru            | Baek Rang                    | Cameo (Episode 1) | [ 32 ] |
| 2020 | Born Again                  | Cha Hyung-bin / Kim Soo-hyuk |                   | [ 36 ] |
| 2021 | Hello, Me!                  | Police Officer               | Cameo (Episode 1) | [ 37 ] |
| 2021 | Doom at Your Service        | Cha Joo-ik                   |                   | [ 25 ] |
| 2022 | Tomorrow                    | Park Joong-gil               |                   | [ 26 ] |

### Webséries
| Ano       | Título                          | Papel          | Notas           | Ref.   |
| --------- | ------------------------------- | -------------- | --------------- | ------ |
| 2020–2021 | Handmade Love                   | Woven          |                 | [ 24 ] |
| 2022      | Welcome to Hunam-dong Bookstore | Hyun Seung-woo | Série por áudio | [ 38 ] |
| 2024      | The Queen 'Woo'                 | Go Bal-gi      |                 | [ 39 ] |
| 2024      | S Line                          | Han Ji-wook    |                 | [ 40 ] |

### Programas de variedades
| Ano  | Título                         | Papel            | Notas                  | Ref.   |
| ---- | ------------------------------ | ---------------- | ---------------------- | ------ |
| 2008 | Seven Models - Special Edition | Membro do elenco | Série de documentários |        |
| 2013 | Style Log 2013                 | Anfitrião        | com Hong Jong-hyun     | [ 41 ] |
| 2020 | Like Likes Like                | Membro do elenco | 17 episódios           |        |
| 2021 | Countryside Western Cuisine    | Membro do elenco |                        | [ 42 ] |
| 2023 | Cohabiting, Not Married        | Anfitrião        |                        | [ 43 ] |

### Participações em vídeos musicais
| Ano  | Título                              | Artista | Duração | Ref. |
| ---- | ----------------------------------- | ------- | ------- | ---- |
| 2009 | "Monorail of Night" (밤의 모노레일) | XXX     | 4:21    |      |
| 2009 | "A Love Story" (연애소설)           | Gavy NJ | 5:33    |      |
| 2010 | "It Hurts" (아파)                   | 2NE1    | 4:15    |      |
| 2012 | "Whoz That Girl"                    | EXID    | 4:07    |      |
| 2013 | "Falling in Love"                   | 2NE1    | 3:47    |      |

## Prêmios e indicações
| Cerimônia de premiação                  | Ano  | Categoria                      | Indicado(s)/Trabalho(s)     | Resultado | Ref.   |
| --------------------------------------- | ---- | ------------------------------ | --------------------------- | --------- | ------ |
| Korea Best Dresser Swan Awards          | 2008 | Bem Vestido (Categoria Modelo) | Lee Soo-hyuk                | Venceu    | [ 44 ] |
| Korea Best Dresser Swan Awards          | 2014 | Bem Vestido (Categoria Ator)   | Lee Soo-hyuk                | Venceu    | [ 45 ] |
| Korea Fashion Photographers Association | 2007 | Melhor Modelo Revelação        | Lee Soo-hyuk                | Venceu    | [ 46 ] |
| MBC Drama Awards                        | 2015 | Melhor Modelo Revelação        | Scholar Who Walks The Night | Venceu    | [ 47 ] |

### Artigos em lista
| Editora       | Ano  | Lista                          | Classificação | Ref.          |
| ------------- | ---- | ------------------------------ | ------------- | ------------- |
| Style Minutes | 2013 | 13 Top Breakout New Male Faces | Incluído      | [ 48 ] [ 49 ] |